# Манирацький сільський округ
Манира́цький сільський округ (каз. Маңырақ ауылдық округі, рос. Маныракский сельский округ) — адміністративна одиниця у складі Тарбагатайського району Східноказахстанської області Казахстану. Адміністративний центр — село Манирак.
Населення — 1196 осіб (2021; 1850 у 2009, 2632 у 1999, 2780 у 1989).
Станом на 1989 рік існувала Покровська сільська рада (села Байконди, Бозша, Жангизтобе, Покровка, Сариолен). 1998 року зі складу округу було виділене село Сариолен та передане до складу Жанааульського сільського округу. Тоді ж було ліквідовано село Байгонди. 2024 року ліквідовано село Жалгизтобе.

## Склад
До складу округу входять такі населені пункти:
| Населений пункт  | Старі назви             | Населення, осіб (1989) | Населення, осіб (1999) | Населення, осіб (2009) | Населення, осіб (2021) |
| ---------------- | ----------------------- | ---------------------- | ---------------------- | ---------------------- | ---------------------- |
| Байгонди, село   | Байконди                | 147                    | -                      | -                      | -                      |
| Даулетбай, село  | Бозша                   | 621                    | 650                    | 459                    | 299                    |
| Жалгизтобе, село | Жангизтобе, Жалгиз-Тобе | 182                    | 134                    | 53                     | 2                      |
| Манирак, село    | Покровка                | 1830                   | 1848                   | 1338                   | 895                    |